# Pete Woods
Peter "Pete" Woods ist ein US-amerikanischer Comiczeichner.

## Leben und Arbeit
Woods begann Mitte der 1990er Jahre als hauptberuflicher Zeichner bei dem US-amerikanischen Comicverlag Wildstorm zu arbeiten, wo er schnell zu einem der engsten Mitarbeiter von Jim Lee wurde. Woods verließ Wildstorm schließlich, um mit anderen Künstlern aus seiner Heimatstadt Portland, darunter seine Frau Rebecca Woods, das Mercury Studio zu gründen.
Parallel zu der Tätigkeit für sein eigenes Studio arbeitet Woods vor allem als Zeichner für die beiden großen US-amerikanischen Comicverlage DC-Comics und Marvel Comics. Während Woods für DC so bekannte Reihen wie Robin, Catwoman und Action Comics, sowie die ungewöhnliche Reihe Amazons Attack betreute, arbeitete er für Marvel vor allem an actionlastigen Geheimtipps wie Deadpool und Backlash. Zu den Autoren, mit denen Woods bisher besonders häufig künstlerisch kollaborierte, zählen unter anderem Chuck Dixon und Ed Brubaker.